# Parlamentariergruppe
Eine Parlamentariergruppe ist eine Gruppe von mehreren Abgeordneten der verschiedenen Fraktionen eines Parlaments.

## Deutschland
Parlamentariergruppen sollen durch Konferenzen, Informationsreisen, Fachveranstaltungen und persönliche Kontakte mit Abgeordneten anderer Länder die internationalen Beziehungen des Deutschen Bundestages auf parlamentarischer Ebene fördern.
Die Parlamentariergruppen werden durch das jeweilige Bundestagspräsidium einer Wahlperiode konstituiert und sind aus Abgeordneten aller Fraktionen zusammengesetzt. Die Zahl und die Struktur der Gruppen legt der Ältestenrat fest; bei der Verteilung der Vorsitze wird das Stärkeverhältnis der Fraktionen berücksichtigt.
Ein Bundestagsabgeordneter darf Mitglied in maximal drei Parlamentariergruppen sein. Mindestens einmal pro Wahlperiode reist eine Delegation aus Mitgliedern der jeweiligen Gruppe in die Partnerländer.
Der Begriff der Parlamentariergruppe ist im deutschen Parlamentsrecht nicht eindeutig definiert. Eine Parlamentariergruppe ist im allgemeinen Sprachgebrauch ein Zusammenschluss von Parlamentariern. Die Parlamentarischen Gruppen im Deutschen Bundestag sind deshalb strenggenommen ebenfalls Parlamentariergruppen und könnten diese Bezeichnung führen. Um eine Verwechslung mit den bilateralen und multilateralen Parlamentariergruppen zu vermeiden, haben aber zum Beispiel die Parlamentarische Gruppe Binnenschifffahrt und die Parlamentarische Gruppe Frei fließende Flüsse auf die Bezeichnung Parlamentariergruppe verzichtet. In älteren Protokollen des Deutschen Bundestages findet sich zum Beispiel noch gelegentlich die Bezeichnung Parlamentariergruppe Binnenschifffahrt statt Parlamentarische Gruppe Binnenschifffahrt.

### Deutscher Bundestag

#### Zahl der Parlamentariergruppen in den Wahlperioden
|                                             | 12. WP 1990–1994 | 13. WP 1994–1998 | 14. WP 1998–2002 | 15. WP 2002–2005 | 16. WP 2005–2009 | 17. WP 2009–2013 | 18. WP 2013–2017 | 19. WP 2017–2021 | 20. WP 2021–2025 |
| ------------------------------------------- | ---------------- | ---------------- | ---------------- | ---------------- | ---------------- | ---------------- | ---------------- | ---------------- | ---------------- |
| Zahl der eingesetzten Parlamentariergruppen | 45               | 45               | 49               | 51               | 53               | 54               | 54               | 47               | 46               |

#### Verzeichnis der Parlamentariergruppen der 19. Wahlperiode
| Parlamentariergruppen 19. WP 2017–2021 |
| --- |
| Deutsch-Ägyptische Parlamentariergruppe |
| Parlamentariergruppe Anden-Staaten (Bolivien, Ecuador, Kolumbien, Peru, Venezuela) |
| Parlamentariergruppe Arabischsprachige Staaten des Nahen und Mittleren Ostens (Bahrain, Irak, Jemen, Jordanien, Katar, Kuwait, Libanon, Oman, Saudi-Arabien, Syrien, Vereinigte Arabische Emirate, Arbeitsgruppe Palästina) |
| Parlamentariergruppe ASEAN (Brunei, Indonesien, Kambodscha, Laos, Malaysia, Myanmar, Philippinen, Singapur, Thailand, Vietnam)                                                                                              |
| Deutsch-Baltische Parlamentariergruppe (Estland, Lettland, Litauen) |
| Deutsch-Belarussische Parlamentariergruppe |
| Parlamentariergruppe BENELUX (Belgien, Niederlande, Luxemburg) |
| Deutsch-Brasilianische Parlamentariergruppe |
| Deutsch-Britische Parlamentariergruppe |
| Parlamentariergruppe Bulgarien-Moldau-Rumänien |
| Deutsch-Chinesische Parlamentariergruppe |
| Parlamentariergruppe Cono Sur Staaten (Argentinien, Chile, Paraguay, Uruguay) |
| Deutsch-Französische Parlamentariergruppe |
| Deutsch-Griechische Parlamentariergruppe |
| Deutsch-Indische Parlamentariergruppe |
| Deutsch-Iranische Parlamentariergruppe |
| Deutsch-Irische Parlamentariergruppe |
| Deutsch-Israelische Parlamentariergruppe |
| Deutsch-Italienische Parlamentariergruppe |
| Deutsch-Japanische Parlamentariergruppe |
| Deutsch-Kanadische Parlamentariergruppe |
| Deutsch-Koreanische Parlamentariergruppe (Demokratische Volksrepublik Korea, Republik Korea) |
| Parlamentariergruppe Maghreb-Staaten (Algerien, Libyen, Marokko, Mauretanien, Tunesien) |
| Parlamentariergruppe Malta-Zypern |
| Deutsch-Mexikanische Parlamentariergruppe |
| Deutsch-Mittelamerikanische Parlamentariergruppe (Belize, Costa Rica, Dominikanische Republik, El Salvador, Guatemala, Guyana, Haiti, Honduras, Jamaika, Kuba, Nicaragua, Panama, Suriname, Trinidad und Tobago)            |
| Parlamentariergruppe Nördliche Adria (Kroatien, Slowenien) |
| Deutsch-Nordische Parlamentariergruppe (Dänemark, Finnland, Island, Norwegen, Schweden) |
| Deutsch-Österreichische Parlamentariergruppe |
| Parlamentariergruppe Östliches Afrika (Äthiopien, Burundi, Dschibuti, Eritrea, Kenia, Ruanda, Seychellen, Somalia, Sudan, Südsudan, Tansania, Uganda)                                                                       |
| Deutsch-Pazifische Parlamentariergruppe (Australien, Neuseeland, Papua-Neuguinea, Timor-Leste) |
| Deutsch-Polnische Parlamentariergruppe |
| Parlamentariergruppe Portugal-Spanien |
| Deutsch-Russische Parlamentariergruppe |
| Deutsch-Schweizerische Parlamentariergruppe |
| Parlamentariergruppe Slowakei-Tschechien-Ungarn |
| Parlamentariergruppe Südliches Afrika (Angola, Botsuana, Lesotho, Madagaskar, Malawi, Mauritius, Mosambik, Namibia, Sambia, Simbabwe, Südafrika, Swasiland)                                                                 |
| Deutsch-Südasiatische Parlamentariergruppe (Afghanistan, Bangladesch, Bhutan, Malediven, Nepal, Pakistan, Sri Lanka) |
| Deutsch-Südkaukasische Parlamentariergruppe (Armenien, Aserbaidschan, Georgien) |
| Deutsch-Südosteuropäische Parlamentariergruppe (Albanien, Bosnien und Herzegowina, Kosovo, Montenegro, Nordmazedonien und Serbien)                                                                                          |
| Deutsch-Türkische Parlamentariergruppe |
| Deutsch-Ukrainische Parlamentariergruppe |
| Parlamentariergruppe USA |
| Parlamentariergruppe Westafrika (Benin, Burkina Faso, Elfenbeinküste, Gambia, Ghana, Guinea, Guinea-Bissau, Kap Verde, Liberia, Mali, Niger, Nigeria, Senegal, Sierra Leone, Togo, Tschad)                                  |
| Parlamentariergruppe Zentralafrika (Äquatorialguinea, Demokratische Republik Kongo, Gabun, Kamerun, Republik Kongo, Sao Tome und Principe, Zentralafrikanische Republik)                                                    |
| Deutsch-Zentralasiatische Parlamentariergruppe (Kasachstan, Kirgistan, Mongolei, Tadschikistan, Turkmenistan, Usbekistan)                                                                                                   |
| Parlamentarischer Freundeskreis Berlin-Taipei |

Notizen
1. ↑  Zuvor Deutsch-Lateinamerikanische Parlamentariergruppe
2. ↑  Konstituierung am 4. 4.1995.
3. ↑  Konstituierung am 11.2.1992.
4. ↑  Konstituierung am 5.4.1995, entstanden durch Teilung der Deutsch-GUS Parlamentariergruppe, vor 1992 Deutsch-sowjetische Parlamentariergruppe.
5. ↑  Zuvor Deutsch-Lateinamerikanische Parlamentariergruppe
6. ↑  Konstituierung am 21.3.1991.
7. ↑  Konstituierung am 20.1.1999 als Deutsch-Zyprische Parlamentariergruppe
8. ↑  Konstituierung am 21.3.1991.
9. ↑  Für Slowenien: Konstituierung am 20.1.1999.
10. ↑  Vorher: Deutsch-Skandinavische Parlamentariergruppe.
11. ↑  Konstituierung am 20.1.1999.
12. ↑  Zuvor Deutsch-Ozeanische Parlamentariergruppe.
13. ↑  Entstanden durch Teilung der Deutsch-GUS Parlamentariergruppe.
14. ↑  Am 13.1.1993 Aufteilung in Deutsch-Tschechische und Deutsch-Slowakische Parlamentariergruppe.

Konstituierung am 4.4.1995, entstanden durch Teilung der Deutsch-Tschechoslowakischen Parlamentariergruppe.
15. ↑  Vorher: Parlamentariergruppe SADC-Staaten

Konstituierung am 4.4.1995.
16. ↑  Konstituierung am 4.4.1995
17. ↑  Zuvor Deutsch-Kaukasische Parlamentariergruppe
18. ↑  Bis September 1993 Deutsch-Jugoslawische Parlamentariergruppe.

Konstituierung am 20.1.1999.
19. ↑  Konstituierung am 5.4.1995, entstanden durch Teilung der Deutsch-GUS Parlamentariergruppe.
20. ↑  Konstituierung am 5.4.1995; entstanden durch Teilung der Deutsch-GUS Parlamentariergruppe.
21. ↑  Konstituierung am 4.4.1995.

#### Änderungen an Gruppen in der 20. Wahlperiode
Fünf Gruppen wurden aufgelöst: Belarussische, Russische, Iranische, Benelux und Portugal-Spanien.
Es wurden vier Gruppen gebildet: Niederländische, Belgisch-Luxemburgische, Portugiesische, Spanische.
Dies führt zu einer Reduzierung von 47 auf 46 Gruppen.

### Europa-Union-Parlamentariergruppen
Die Europa-Union Deutschland bildete „Europa-Union-Parlamentariergruppen“ genannte Parlamentarische Gruppen im Europäischen Parlament, im Deutschen Bundestag und (Europa-Union Parlamentariergruppe Deutscher Bundestag) in Landesparlamenten.

## Portugal
Im portugiesischen Parlament können Grupos Parlamentares de Amizade (GPA) gebildet werden, portugiesisch für: Freundschafts-Parlamentariergruppen. Sie werden als Teil der parlamentarischen Außenpolitik gesehen, die unabhängig von der offiziellen Außenpolitik Portugals der Portugiesischen Regierung wirkt.
Die GPAs werden von interessierten Abgeordneten mehrerer Parteien gebildet und müssen zwischen sechs und 15 Abgeordneten stark sein, wobei kein Abgeordneter mehr als vier GPAs angehören darf.
Die ersten regulären GPAs entstanden nach der ersten parlamentarischen Grundsatzregelung vom 20. Juni 1990 (Deliberação n.º 4-PL/90, de 20 de junho). Die Entwicklung der GPAs erforderte eine umfassendere Regulierung, die mit der parlamentarischen Resolution vom 24. Januar 2003 (Resolução nº 6/2003, de 24 de janeiro) getroffen wurde. Seither erfordert die Gründung einer internationalen Parlamentariergruppe, die sowohl vom portugiesischen Parlamentspräsidenten als auch direkt von Parlamentariern angestoßen werden kann, einen Antrag beim Parlamentspräsidenten. Dieser fordert dann ein Gutachten bei der außenpolitischen Kommission des Parlaments an, die dann eine Einschätzung über Grundlage und Tragfähigkeit der beantragten GPA zurückgibt. Die GPAs werden zu jeder Legislaturperiode neu gegründet.
Mindestanforderungen sind bestehende diplomatische Beziehungen zum Partnerland und das Bestehen frei gewählter Parlamente dort. Nach der Zulassung durch den Parlamentspräsidenten erfolgt dann eine Veröffentlichung im Parlamentsblatt (Diário da Assembleia da República). Danach gilt die GPA als formiert und muss seine Leitung wählen, die aus Präsident und zwei Vize-Präsidenten besteht. Jährlich muss die GPA dann dem Parlamentspräsidenten einen Tätigkeitsbericht vorlegen, über regelmäßige Informationsaustausche, Analysen aktueller Situationen und Geschehnisse der Bereiche Politik, Kultur, Soziales und Wirtschaft, und Reisen, die gegenseitige Besuche der entsprechenden Parlamentariergruppen im jeweiligen Partnerland einschließen.
Die Abteilung des Parlaments für internationale Beziehungen (Divisão de Relações Internacionais), die für die parlamentarische Außenpolitik zuständig ist, betreut auch die GPAs in Technik und Verwaltung. Das Jahresbudget des Parlaments umfasst zudem finanzielle Zuweisungen für die GPAs, die damit ihre Tätigkeiten finanzieren.
Im Jahr 2024 bestanden 66 GPAs:
- 1. Portugal-África do Sul (Südafrika)
- 2. Portugal-Alemanha (Deutschland)
- 3. Portugal-Andorra (Andorra)
- 4. Portugal-Angola (Angola)
- 5. Portugal-Arábia Saudita (Saudi-Arabien)
- 6. Portugal-Argélia (Algerien)
- 7. Portugal-Argentina (Argentinien)
- 8. Portugal-Arménia (Armenien)
- 9. Portugal-Austrália (Australien)
- 10. Portugal-Bangladesh (Bangladesch)
- 11. Portugal-Bélgica (Belgien)
- 12. Portugal-Brasil (Brasilien)
- 13. Portugal-Bulgária (Bulgarien)
- 14. Portugal-Cabo Verde (Kap Verde)
- 15. Portugal-Canadá (Kanada)
- 16. Portugal-Cazaquistão (Kasachstan)
- 17. Portugal-Chéquia (Tschechien)
- 18. Portugal-Chile (Chile)
- 19. Portugal-China (Volksrepublik China)
- 20. Portugal-Coreia do Sul (Südkorea)
- 21. Portugal-Croácia (Kroatien)
- 22. Portugal-Cuba (Kuba)
- 23. Portugal-Egito (Ägypten)
- 24. Portugal-Estados Unidos da América (Vereinigte Staaten)
- 25. Portugal-Estónia (Estland)
- 26. Portugal-Finlândia (Finnland)
- 27. Portugal-França (Frankreich)
- 28. Portugal-Geórgia (Georgien)
- 29. Portugal-Grécia (Griechenland)
- 30. Portugal-Guiné-Bissau (Guinea-Bissau)
- 31. Portugal-Guiné-Equatorial (Äquatorialguinea)
- 32. Portugal-Hungria (Ungarn)
- 33. Portugal-Índia (Indien)
- 34. Portugal-Indonésia (Indonesien)
- 35. Portugal-Irão (Iran)
- 36. Portugal-Irlanda (Irland)
- 37. Portugal-Israel (Israel)
- 38. Portugal-Itália (Italien)
- 39. Portugal-Japão (Japan)
- 40. Portugal-Kosovo (Kosovo)
- 41. Portugal-Letónia (Lettland)
- 42. Portugal-Lituânia (Litauen)
- 43. Portugal-Luxemburgo (Luxemburg)
- 44. Portugal-Marrocos (Marokko)
- 45. Portugal-México (Mexiko)
- 46. Portugal-Moçambique (Mosambik)
- 47. Portugal-Moldávia (Moldau)
- 48. Portugal-Nigéria (Nigeria)
- 49. Portugal-Palestina (Palästinensische Autonomiegebiete)
- 50. Portugal-Panamá (Panama)
- 51. Portugal-Paquistão (Pakistan)
- 52. Portugal-Polónia (Polen)
- 53. Portugal-Qatar (Katar)
- 54. Portugal-Reino Unido (Vereinigtes Königreich)
- 55. Portugal-Roménia (Rumänien)
- 56. Portugal-São Tomé e Príncipe (São Tomé und Príncipe)
- 57. Portugal-Sérvia (Serbien)
- 58. Portugal-Suécia (Schweden)
- 59. Portugal-Suíça (Schweiz)
- 60. Portugal-Tailândia (Thailand)
- 61. Portugal-Timor-Leste (Osttimor)
- 62. Portugal-Tunísia (Tunesien)
- 63. Portugal-Turquia (Türkei)
- 64. Portugal-Ucrânia (Ukraine)
- 65. Portugal-Uruguai (Uruguay)
- 66. Portugal-Venezuela (Venezuela)

Der bisherigen GPA Portugal-Rússia (Russland) fehlt in der aktuellen Legislaturperiode die Zustimmung der parlamentarischen Kommission (Stand: 2024).

## Vereinigtes Königreich
Im Vereinigten Königreich sind zum Beispiel die All-party parliamentary group, die All-Party Parliamentary Humanist Group  im Parlament des Vereinigten Königreichs tätig.